# Dominique Le Brun
Pour les articles homonymes, voir Le Brun.
Dominique Le Brun, né le 14 janvier 1954 à Saint-Pol-de-Léon (Finistère), est un écrivain et journaliste français.

## Biographie
En 1981, il épouse Janick Delisle. De cette union, naîtra quatre ans plus tard, une fille prénommée Morgane. Il est nommé écrivain de Marine avec la remise d'insigne de promotion le 22 janvier 2018, à l’état-major de la Marine à Paris,.

## Parcours
Les études secondaires effectuées au collège du Kreisker de Saint-Pol-de-Léon entre 1965 et 1971 ont conditionné la vie professionnelle de Dominique Le Brun. Le caractère rigoureux de cette institution catholique lui a en effet donné une irrésistible envie de liberté, comme il le raconte dans un roman autobiographique Quai de la Douane paru durant l'année 2013. Après une maîtrise en droit acquise à l’université de Bretagne Occidentale et une orientation vers le métier d’avocat à Brest, en 1975, il décide de voyager pour son plaisir avant de donner à sa vie une orientation professionnelle définitive.
Pratiquant la voile depuis son enfance, Dominique Le Brun est devenu skipper et convoyeur de yachts et de bateaux de plaisance. Il crée sa propre structure professionnelle en accompagnant des propriétaires et locataires de bateaux sur toutes les côtes d’Europe, tel que la Norvège, la mer Baltique, l'Écosse, l'Irlande, la Grande-Bretagne, l'Espagne, le Portugal, l'Italie, la Sardaigne, la Grèce et la Turquie. Par ailleurs, il livre des voiliers depuis la France vers les bases de loueurs de bateaux des Baléares, de la Grèce et de la Turquie. Dans les premiers jours d’avril 1977, convoyant un voilier de huit mètres de type Poker Jeanneau entre Majorque et Port-Vendres, il affronte la tempête qui provoquera plusieurs naufrages dans le golfe du Lion et la rade de Marseille. Avec un seul équipier sur un bateau sans moteur, il évite de peu le naufrage, ce qui l’amène à proposer son témoignage au magazine Neptune Nautisme, qui le publie dans son no 167 du mois de juin 1977. Ce magazine lui propose alors de devenir reporter en apprenant le métier en tant qu'autodidacte.
Le statut de journaliste ainsi acquis l’amène à effectuer son service national dans le journal hebdomadaire Cols Bleus de la Marine nationale. De retour à la vie civile en 1979, Dominique Le Brun partage ses activités entre des reportages réalisés comme journaliste indépendant pour la presse magazine et l’édition de livres consacrés au nautisme et aux voyages. Son intérêt pour les navigations lointaines et les connaissances ainsi accumulées lui inspirent le guide 1 000 idées pour partir en bateau paru aux éditions Géo en 2015. Depuis l'année 2000, il se spécialise dans les anthologies et les essais consacrés à l’histoire maritime, principalement aux éditions Omnibus. Ainsi La malédiction Lapérouse représente un ouvrage réunissant les ordres du roi du Louis XVI, les journaux des navigateurs et ceux des expéditions lancées à sa recherche, accompagnés par un important appareil éditorial. Tandis que sa passion pour les régions polaires et son inquiétude devant les changements climatiques qui s’y manifestent, lui ont inspiré deux essais Antarctide, le continent qui rendait fou en 2017 et Arctique, l’histoire secrète en 2018. Ce dernier livre sur le pôle Nord a été mis en exergue dans l'émission radiophonique Au cœur de l'histoire de Franck Ferrand sur Europe 1.
À partir de l'année 2006 et jusqu'au mois de janvier 2018, lorsqu’il fait valoir ses droits à la retraite, il œuvre dans les organismes chargés du statut social des auteurs : secrétaire général et vice-président de la Société des Gens de Lettres, administrateur de l’Association pour la gestion de la sécurité sociale des auteurs (AGESSA), administrateur de l’IRCEC et du Régime des artistes auteurs professionnels (RAAP), administrateur de la Société française des intérêts des auteurs de l’écrit (Sofia).

## Publications
(Liste non exhaustive, classée par année d'édition)
- La Corse  (photogr. Camille Moirenc), Rennes, Éditions Larivière, coll. « Les plus beaux mouillages vus du ciel », 2002, rel, couv. rig. ill. en coul. ; 192, 25,7 × 26 cm (ISBN 2914205244 et 9782914205245, BNF 38894116, présentation en ligne)
- Patrick O'Brian (trad. de l'anglais par Florence Herbulot, préf. Dominique Le Brun, Intégrale no 1), Les aventures de Jack Aubrey, vol. 2, Paris, Presses de la Cité, coll. « Collection Omnibus », 2002, br, ill., couv. ill. en coul. ; 1082, 20 cm (ISBN 2-258-05854-6 et 9782258058545, OCLC 493821643, BNF 38940566, SUDOC 122891023, présentation en ligne) (Interview).
- Patrick O'Brian (trad. de l'anglais par Florence Herbulot, préf. Dominique Le Brun, Intégrale no 1), Les aventures de Jack Aubrey, vol. 3, Paris, Presses de la Cité, coll. « Collection Omnibus », 2004, br, ill., couv. ill. en coul. ; 999, 20 cm (ISBN 2-258-06414-7 et 9782258064140, OCLC 492050512, BNF 39165090, SUDOC 078475554, présentation en ligne)
- Douglas Reeman (trad. de l'anglais par Lucien-René Dauven, préf. Dominique Le Brun, Contient également : Rendez-vous Atlantique Sud, Les torpilleurs, Les destroyers et Un navire doit mourir), L'attaque vient de la mer et autres romans : 1939-145, Paris, Presses de la Cité et Éditions Omnibus, 2004, br, ill., couv. ill. en coul. ; 1253, 20 cm (ISBN 2-258-06503-8 et 9782258065031, OCLC 469573888, BNF 39193284, SUDOC 079470866, présentation en ligne)
- Henri Queffélec (préf. Dominique Le Brun, Avec : Un recteur de l'île de Sein, Un homme d'Ouessant, Le phare, Les îles de la Miséricorde, Ils étaient six marins de Groix et la tempête et La mouette et la croix), Les romans des îles, Paris, Presses de la Cité, coll. « Collection Omnibus », 2005, br, couv. et ill. en coul. ; 1084, 20 cm (ISBN 2-258-06676-X et 9782258066762, OCLC 470483276, BNF 40003355, SUDOC 089802101, présentation en ligne)
- Patrick O'Brian (trad. de l'anglais par Florence Herbulot et Jean-Charles Provost, préf. Dominique Le Brun, Intégrale no 1), Les aventures de Jack Aubrey, vol. 4, Paris, Presses de la Cité, coll. « Collection Omnibus », 2005, br, cartes, couv. ill. en coul. ; 1002, 20 cm (ISBN 2-258-06859-2 et 9782258068599, OCLC 492620653, BNF 40099779, SUDOC 097618152, présentation en ligne)
- Patrick O'Brian (trad. de l'anglais par Florence Herbulot, préf. Dominique Le Brun, Intégrale no 1), Les aventures de Jack Aubrey, vol. 5, Paris, Presses de la Cité, coll. « Collection Omnibus », 2006, br, cartes, couv. ill. en coul. ; 916, 20 cm (ISBN 2-258-07223-9 et 9782258072237, OCLC 494626833, BNF 40181851, SUDOC 107874946, présentation en ligne)
- Henri Queffélec (préf. Dominique Le Brun, Avec Le grand départ : Charcot et le « Pourquoi Pas ? », Tempête sur Douarnenez, Un royaume sous la mer, Frères de la brume et Solitudes), Histoires de marins, Paris, Presses de la Cité, coll. « Collection Omnibus », 2006, br, couv. ill. en coul. ; 1021, 20 cm (ISBN 2-258-07045-7 et 9782258070455, OCLC 421341313, BNF 40227625, SUDOC 109946944, présentation en ligne)
- Édouard Peisson (Éditeur scientifique : Dominique Le Brun) (comportant : Hans le marin, Parti de Liverpool, Passage de la ligne, Capitaines de la route de New York, Le sel de la mer et Dieu te juge !), Le sel de la mer : et autres œuvres (Anthologie), Paris, Presses de la Cité, coll. « Collection Omnibus », 2007, br, couv. ill. en coul. ; 898, 20 cm (ISBN 978-2-258-07410-1 et 2-258-07410-X, OCLC 421968643, BNF 41059381, SUDOC 117117390, présentation en ligne)
- L'esprit des ports de France, Douarnenez, Chasse-Marée, 2007, ill. en coul., couv. et jaquette ill. en coul. ; 159, 29 cm (ISBN 9782353570225, BNF 41056573, présentation en ligne)
- Cimetières de bateaux  (préf. Dominique Le Brun, photogr. Klaod Ropars[12]), Saint-Malo, Éditions Pascal Galodé, coll. « Les Maritimes », 2010, br, ill. et couv. ill. en coul. ; 108, 21 × 29 cm (ISBN 978-2-35593-107-9, BNF 42336601, présentation en ligne)
- Patrick O'Brian (préface et dossier de Dominique Le Brun) (trad. de l'anglais par Florence Herbulot), Les aventures de Jack Aubrey, vol. 5, Paris, Presses de la Cité, coll. « Collection Omnibus », 2010, br, cartes, couv. ill. en coul. ; 1008, 20 cm (ISBN 978-2-258-08415-5, OCLC 690259782, BNF 42176264, SUDOC 14352819X)
- La malédiction Lapérouse  (préf. Dominique Le Brun) (Journal intime), Paris, Presses de la Cité, coll. « Collection Omnibus », 2012, br, cartes, couv. ill. en coul. ; 1132, 20 cm (ISBN 978-2-258-09096-5 et 2-258-09096-2, OCLC 805000646, BNF 42662107, SUDOC 162204906, présentation en ligne)
- Quai de la douane, Brest, Éd. Le Télégramme, 2013, couv. ill. en coul. ; 206, 23 cm (ISBN 9782848333052, BNF 43600969, présentation en ligne) (Interview).
- De la piraterie au piratage : la fascination de la transgression  (préf. Jean Claude Bologne) (Essais et documents), Paris, Buchet/Chastel, 2013, br, couv. ill. en coul. ; 284, 21 cm (ISBN 2283026490 et 9782283026496, OCLC 852233204, BNF 43602452, SUDOC 169937208, présentation en ligne)
- Bougainville, vol. 118 (Folio biographies), Paris, Éditions Gallimard, coll. « Collection Folio », 2014, br, ill. en noir et en coul., carte, couv. ill. en coul. ; 305, 18 cm (ISBN 2070452360 et 9782070452361, OCLC 894423112, BNF 44206086, SUDOC 181924358, présentation en ligne)
- Jean-François Samlong (Éditeur scientifique : Dominique Le Brun), commodore Pelsaert, Dubuisson de Keraudic, Rang des Adrets, Alexandre Corréard, Henri Savigny, Charlotte-Adélaïde Dard, William Lesquin, François-Édouard Raynal, capitaine de Long et sir Ernest Shackleton, Frank Wild, Frank Worsley, Les naufragés : témoignages vécus, XVIIe au XXe siècle, Paris, Presses de la Cité, coll. « Collection Omnibus », 2014, br, cartes, couv. ill. en coul. ; 906, 20 cm (ISBN 978-2-258-10649-9 et 2-258-10649-4, OCLC 893829023, BNF 43840263, SUDOC 180587315, présentation en ligne)
- Arthur Conan Doyle (Éditeur scientifique : Dominique Le Brun), Crimes en mer, Paris, Presses de la Cité, coll. « Bibliomnibus », 2015, br, couv. ill. en coul. ; 188, 20 cm (ISBN 978-2-258-11601-6 et 2-258-11601-5, OCLC 911953438, BNF 44399602, SUDOC 186298307, présentation en ligne)
- 1000 idées pour partir en bateau : Péniche, croisière, cargo, kayak… Bien choisir son voyage, Paris, Geo éd., coll. « Geo Book », 2015, br, cartes, couv. ill. en coul. ; 319, 24 cm (ISBN 2810415323 et 9782810415328, SUDOC 18960171X, présentation en ligne)
- Robert Surcouf (Éditeur scientifique : Dominique Le Brun), Surcouf : de Saint-Malo aux Indes, la vie du roi des corsaires, Paris, Presses de la Cité, coll. « Bibliomnibus », 2016, br, couv. ill. en coul. ; 192, 20 cm (ISBN 978-2-258-13545-1 et 2-258-13545-1, OCLC 951173771, BNF 45036526, SUDOC 193324873, présentation en ligne)
- Vauban : l'inventeur de la France moderne, Paris, Librairie Vuibert, 2016, br, couv. ill. en coul. ; 237, 21 cm (ISBN 2311101129 et 9782311101126, OCLC 947029096, BNF 45008333, SUDOC 192576895, présentation en ligne)
- Antarctide : le continent qui rendait fou, Paris, Place des éditeurs et Éditions Omnibus, 2017, br, ill., cartes, couv. ill. en coul. ; 609, 21 cm (ISBN 2258143454 et 9782258143456, OCLC 987466964, SUDOC 200781618, présentation en ligne)
- Armel Le Cléac’h, Le Prix de la victoire, Paris, Éditions Robert Laffont, 2017, br, couv. ill. en coul. ; 161, 21 cm (ISBN 2221215753 et 9782221215753, présentation en ligne)
- C'est pas la mer à boire, Paris, éditions du Trésor, 2018, br, 224, 21 cm (ISBN 9791091534369, présentation en ligne)
- Arctique - L'histoire secrète, Paris, Place des éditeurs et Éditions Omnibus, 2018, br, 624, 21 × 16,1 cm (ISBN 9782258151802, présentation en ligne, lire en ligne)
- La Méduse - Les dessous d'un naufrage, Paris, Place des éditeurs et Éditions Omnibus, 2018, br, 376, 21 × 16,1 cm (ISBN 9782258151826, présentation en ligne)
- Bougainville. L'histoire secrète, Omnibus, 2019, 571 p.
- Dominique Le Brun et Benoît Colnot, Les Grands Navigateurs de Saint-Malo, Saint-Malo, Éditions CRISTEL, coll. « Tableaux d'histoire bretonne », 2019, 114 p. (ISBN 978-2-84421-155-2, présentation en ligne, lire en ligne)
- Les pôles. Une aventure française, Editions Tallandier, 2020, 336 p. (ISBN 9791021037939).
- La Vraie Histoire des corsaires, Tallandier, 2024.

## Distinctions
Le 27 janvier 2021, il est nommé au grade de chevalier dans l'ordre du Mérite maritime  par décret du ministère de la Mer (contingent C).
Le 22 juin 2021, le prix Éric Tabarly du meilleur livre de mer - 2021 lui est décerné pour son livre Les pôles, une aventure française, publié par Tallandier. C'est le prix littéraire annuel de l'Association des anciens de l'École navale.